# 58ste Oscaruitreiking
De 58ste Oscaruitreiking, waarbij prijzen werden uitgereikt aan de beste prestaties in films uit 1985, vond plaats op 28 maart 1986 in het Dorothy Chandler Pavilion in Los Angeles. De ceremonie werd gepresenteerd door de Amerikaanse acteur Alan Alda, actrice Jane Fonda en acteur Robin Williams. De genomineerden werden op 4 februari bekendgemaakt door Robert Wise, voorzitter van de Academy, acteur Don Ameche en actrice Patty Duke.
De grote winnaar van de avond was Out of Africa, met in totaal elf nominaties en zeven Oscars.

## Winnaars en genomineerden
De winnaars staan bovenaan in vet lettertype.

#### Beste film
- Out of Africa
  - The Color Purple
  - Kiss of the Spider Woman
  - Prizzi's Honor
  - Witness

#### Beste regisseur
- Sydney Pollack - Out of Africa
  - Héctor Babenco - Kiss of the Spider Woman
  - John Huston - Prizzi's Honor
  - Akira Kurosawa - Ran
  - Peter Weir - Witness

#### Beste mannelijke hoofdrol
- William Hurt - Kiss of the Spider Woman
  - Harrison Ford - Witness
  - James Garner - Murphy's Romance
  - Jack Nicholson - Prizzi's Honor
  - Jon Voight - Runaway Train

#### Beste vrouwelijke hoofdrol
- Geraldine Page - The Trip to Bountiful
  - Anne Bancroft - Agnes of God
  - Whoopi Goldberg - The Color Purple
  - Jessica Lange - Sweet Dreams
  - Meryl Streep - Out of Africa

#### Beste mannelijke bijrol
- Don Ameche - Cocoon
  - Klaus Maria Brandauer - Out of Africa
  - William Hickey - Prizzi's Honor
  - Robert Loggia - Jagged Edge
  - Eric Roberts - Runaway Train

#### Beste vrouwelijke bijrol
- Anjelica Huston - Prizzi's Honor
  - Margaret Avery - The Color Purple
  - Amy Madigan - Twice in a Lifetime
  - Meg Tilly - Agnes of God
  - Oprah Winfrey - The Color Purple

#### Beste originele scenario
- Witness - Earl W. Wallace, William Kelley en Pamela Wallace
  - Back to the Future - Robert Zemeckis en Bob Gale
  - Brazil - Terry Gilliam, Tom Stoppard en Charles McKeown
  - The Official Story - Luis Puenzo en Aida Bortnik
  - The Purple Rose of Cairo - Woody Allen

#### Beste bewerkte scenario
- Out of Africa - Kurt Luedtke
  - The Color Purple - Menno Meyjes
  - Kiss of the Spider Woman - Leonard Schrader
  - Prizzi's Honor - Richard Condon en Janet Roach
  - The Trip to Bountiful - Horton Foote

#### Beste niet-Engelstalige film
- The Official Story - Argentinië
  - Angry Harvest - West-Duitsland
  - Colonel Redl - Hongarije
  - Three Men and a Cradle - Frankrijk
  - When Father Was Away on Business - Joegoslavië

#### Beste documentaire
- Broken Rainbow - Maria Florio en Victoria Mudd
  - Las Madres – The Mothers of Plaza de Mayo - Susana Muñoz en Lourdes Portillo
  - Soldiers in Hiding - Japhet Asher
  - The Statue of Liberty - Ken Burns en Buddy Squires
  - Unfinished Business - Steven Okazaki

#### Beste camerawerk
- Out of Africa - David Watkin
  - The Color Purple - Allen Daviau
  - Murphy's Romance - William A. Fraker
  - Ran - Takao Saito, Masaharu Ueda en Asakazu Nakai
  - Witness - John Seale

#### Beste montage
- Witness - Thom Noble
  - A Chorus Line - John Bloom
  - Out of Africa - Fredric Steinkamp, William Steinkamp, Pembroke Herring en Sheldon Kahn
  - Prizzi's Honor - Rudi Fehr en Kaja Fehr
  - Runaway Train - Henry Richardson

#### Beste artdirection
- Out of Africa - Stephen Grimes en Josie MacAvin
  - Brazil - Norman Garwood en Maggie Gray
  - The Color Purple - J. Michael Riva, Robert W. Welch en Linda DeScenna
  - Ran - Yoshiro Muraki en Shinobu Muraki
  - Witness - Stan Jolley en John Anderson

#### Beste originele muziek
- Out of Africa - John Barry
  - Agnes of God - Georges Delerue
  - The Color Purple - Quincy Jones, Jeremy Lubbock, Rod Temperton, Caiphus Semenya, Andrae Crouch, Chris Boardman, Jorge Calandrelli, Joel Rosenbaum, Fred Steiner, Jack Hayes, Jerry Hey en Randy Kerber
  - Silverado - Bruce Broughton
  - Witness - Maurice Jarre

#### Beste originele nummer
- "Say You, Say Me" uit White Nights - Muziek en tekst: Lionel Richie
  - "Miss Celie's Blues (Sister)" uit The Color Purple - Muziek: Quincy Jones en Rod Temperton, tekst: Quincy Jones, Rod Temperton en Lionel Richie
  - "The Power of Love" uit Back to the Future - Muziek: Chris Hayes en Johnny Colla, tekst: Huey Lewis
  - "Separate Lives" uit White Nights - Muziek en tekst: Stephen Bishop
  - "Surprise, Surprise" uit A Chorus Line - Muziek: Marvin Hamlisch, tekst: Edward Kleban

#### Beste geluid
- Out of Africa - Chris Jenkins, Gary Alexander, Larry Stensvold en Peter Handford
  - Back to the Future - Bill Varney, B. Tennyson Sebastian II, Robert Thirlwell en William B. Kaplan
  - A Chorus Line - Donald O. Mitchell, Michael Minkler, Gerry Humphreys en Chris Newman
  - Ladyhawke - Les Fresholtz, Dick Alexander, Vern Poore en Bud Alper
  - Silverado - Donald O. Mitchell, Rick Kline, Kevin O'Connell en David Ronne

#### Beste geluidseffectbewerking
- Back to the Future - Charles L. Campbell en Robert Rutledge
  - Ladyhawke - Bob Henderson en Alan Murray
  - Rambo: First Blood Part II - Frederick J. Brown

#### Beste visuele effecten
- Cocoon - Ken Ralston, Ralph McQuarrie, Scott Farrar en David Berry
  - Return to Oz - Will Vinton, Ian Wingrove, Zoran Perisic en Michael Lloyd
  - Young Sherlock Holmes - Dennis Muren, Kit West, John Ellis en David Allen

#### Beste kostuumontwerp
- Ran - Emi Wada
  - The Color Purple - Aggie Guerard Rodgers
  - The Journey of Natty Gann - Albert Wolsky
  - Out of Africa - Milena Canonero
  - Prizzi's Honor - Donfeld

#### Beste grime
- Mask - Michael Westmore en Zoltan Elek
  - The Color Purple - Ken Chase
  - Remo Williams: The Adventure Begins - Carl Fullerton

#### Beste korte film
- Molly's Pilgrim - Jeff Brown en Chris Pelzer
  - Graffiti - Dianna Costello
  - Rainbow War - Bob Rogers

#### Beste korte animatiefilm
- Anna & Bella - Cilia van Dijk
  - The Big Snit - Richard Condie en Michael Scott
  - Second Class Mail - Alison Snowden

#### Beste korte documentaire
- Witness to War: Dr. Charlie Clements - David Goodman
  - The Courage to Care - Robert Gardner
  - Keats and His Nightingale: A Blind Date - Michael Crowley en James Wolpaw
  - Making Overtures: The Story of a Community Orchestra - Barbara Willis Sweete
  - The Wizard of the Strings - Alan Edelstein

#### Jean Hersholt Humanitarian Award
- Charles "Buddy" Rogers

#### Ere-award
- Paul Newman, als erkenning voor zijn vele en gedenkwaardige meeslepende filmrollen en voor zijn persoonlijke integriteit voor en toewijding aan zijn vak.
- Alex North, als erkenning voor zijn briljante kunstenaarschap bij het creëren van gedenkwaardige muziek voor een groot aantal vooraanstaande films.[2]

## Films met meerdere nominaties
De volgende films ontvingen meerdere nominaties:
| Nominaties | Film                     | Awards |
| ---------- | ------------------------ | ------ |
| 11         | The Color Purple         |        |
| 11         | Out of Africa            | 7      |
| 8          | Prizzi's Honor           | 1      |
| 8          | Witness                  | 2      |
| 4          | Back to the Future       | 1      |
| 4          | Kiss of the Spider Woman | 1      |
| 4          | Ran                      | 1      |
| 3          | Agnes of God             |        |
| 3          | A Chorus Line            |        |
| 3          | Runaway Train            |        |
| 2          | Brazil                   |        |
| 2          | Cocoon                   | 2      |
| 2          | Ladyhawke                |        |
| 2          | Murphy's Romance         |        |
| 2          | The Official Story       | 1      |
| 2          | Silverado                |        |
| 2          | The Trip to Bountiful    | 1      |
| 2          | White Nights             | 1      |